# Bytyń Mały
Bytyń Mały – jezioro w woj. zachodniopomorskim, w pow. wałeckim, w gminie Wałcz, leżące na terenie Pojezierza Wałeckiego, około 2 km na południe od Drzewoszewa.
Według urzędowego spisu opracowanego przez Komisję Nazw Miejscowości i Obiektów Fizjograficznych (KNMiOF) opublikowanego przez Główny Urząd Geodezji i Kartografii (GUGiK) i udostępnionego na stronach Komisja Standaryzacji Nazw Geograficznych (KSNG) nazwa tego jeziora to Bytyń Mały. W wielu publikacjach i na mapach topograficznych jezioro występuje pod nazwą Betyń Mały.
Na wschód od jeziora Bytyń Wielki w gminie Tuczno leży jezioro o podobnej nazwie Mały Bytyń.
Powierzchnia zwierciadła wody według różnych źródeł wynosi od 14,74 ha przez 15,0 ha do 15,3 ha. Powierzchnia ogólna jeziora wynosi ok. 19,64 ha. 
Zwierciadło wody położone jest na wysokości 113,0 m n.p.m. Średnia głębokość jeziora wynosi 1,2 m, natomiast głębokość maksymalna 3,3 m.
Przez jezioro przepływa rzeka Piławka łącząca je z kilkaset metrów leżącym wyżej w jej biegu jeziorem Bytyń Wielki. Przez połączenie to jezioro tworzy część Wałeckiej Pętli Kajakowej.
Jezioro Bytyń Mały leży na terenie rezerwatu przyrody "Wielki Bytyń". W pobliskich lasach i łąkach żyją na wolności żubry nizinne, sprowadzone do Nadleśnictwa Mirosławiec w 1980.